# International Accounting Standard 39
Der International Accounting Standard 39 (IAS 39) ist eine Rechnungslegungsvorschrift des IASB. IAS 39 regelt den Ansatz und die Bewertung von
- finanziellen Vermögenswerten,
- finanziellen Verbindlichkeiten und
- bestimmten Verträgen über den Kauf oder Verkauf nicht finanzieller Posten.

Insbesondere regelt IAS 39 auch den Ansatz und die Bewertung von Derivaten. Ein wichtiger Aspekt des IAS 39 ist in diesem Zusammenhang das sogenannte Hedge Accounting. Der Standard ist grundsätzlich von allen bilanzierenden Unternehmen (entities) auf alle Arten von Finanzinstrumenten anzuwenden.
IAS 39 ist zugleich – mit dem durch die Kommission genehmigten Stand – verbindliche EU-Bilanz- und EU-Berichtsregel. Unter den verschiedenen Accounting Standards ist IAS 39 die umstrittenste und am meisten diskutierte Regel.

## Entwicklung und Anwendung des IAS 39
Die Arbeit an einem Standard zur Erfassung, Bewertung und Offenlegung von Finanzinstrumenten begann bereits im Jahre 1988. IAS 39 gingen drei Entwürfe voraus:
- E 40 Financial Instruments 1991
- E 48 Financial Instruments 1994
- E 62 Financial Instruments: Recognition and Measurement 1998.

Während dieser Phase wurden die Regelungen zur Offenlegung abgetrennt und in einem gesonderten Standard 1995 verabschiedet: IAS 32 Finanzinstrumente: Angaben und Darstellung. IAS 39 wurde im Dezember 1998 erlassen und war lediglich als Interimsstandard vorgesehen.
Unmittelbar nach seiner Veröffentlichung richtete das IASC/IASB ein neues themenspezifisches Projekt ein. Gleichzeitig wurden die seit 1997 in Zusammenarbeit mit anderen Standard Settern begonnenen Bemühungen um eine starke Ausweitung der Anwendung des Fair Value bei der Bilanzierung von Finanzinstrumenten fortgeführt. Sie gipfelten schließlich 2000 in der Veröffentlichung eines Draft Standards, dem jedoch bislang kein umfassender Erfolg beschieden war. Laut Protokoll des IASB vom Januar 2010 soll der Fair Value Oberbegriff in dem IAS/IFRS-Bewertungsschema werden und dabei weg von mark-to-market hin zu mark-to-model rücken, d. h. zu mathematisch-stochastischen Bewertungsformeln.

## Anwendungsbereich
IAS 39 regelt den Ansatz und die Bewertung von finanziellen Vermögenswerten sowie finanziellen Verbindlichkeiten und ist auf alle Finanzinstrumente anzuwenden. Ausnahmen von diesem Anwendungsbereich werden durch IAS 39.2 geregelt.
Übereinstimmend mit IAS 32 definiert IAS 39.8 ein Finanzinstrument folgendermaßen:
A financial instrument is any contract that gives rise to a financial asset of one entity and a financial liability or equity instrument of another entity.
Unter einem Finanzinstrument sind alle vertraglichen Ansprüche und Verpflichtungen zu verstehen, die unmittelbar oder mittelbar den Austausch von Zahlungsmitteln zum Gegenstand haben. Die aus Verträgen oder Vereinbarungen resultierenden Rechte bzw. Pflichten müssen dabei auf finanziellen Sachverhalten beruhen.
Finanzinstrumente lassen sich gemäß IAS 39 in finanzielle Vermögenswerte, finanzielle Verbindlichkeiten und Eigenkapitalinstrumente aufteilen.
Die aus IAS 32 entlehnte Beschreibung eines finanziellen Vermögenswertes umfasst gemäß IAS 32.11 folgende Positionen und Rechte:
1. Geld- bzw. Kassenbestände (cash),
2. ein Eigenkapitalinstrument einer anderen Firma,
3. ein vertragliches Recht,
  - Zahlungsmittel oder einen anderen finanziellen Vermögenswert von einem anderen Unternehmen zu erhalten oder
  - finanzielle Vermögenswerte oder finanzielle Schulden mit einem anderen Unternehmen unter potentiell vorteilhaften Bedingungen auszutauschen
4. einen Vertrag, der in eigenen Eigenkapitalinstrumenten des Unternehmens erfüllt werden wird oder kann und bei dem
  - ein nicht-derivatives Finanzinstrument eine Verpflichtung des Unternehmens beinhaltet, oder beinhalten kann, eine variable Anzahl an eigenen Eigenkapitalinstrumenten zu erhalten
  - ein derivatives Finanzinstrument auf andere Weise erfüllt werden wird oder kann als durch den Austausch eines festen Betrags oder eines anderen finanziellen Vermögenswerts gegen eine feste Anzahl an eigenen Eigenkapitalinstrumenten.

Eine finanzielle Schuld bzw. Verbindlichkeit ist demgegenüber,
1. eine vertragliche Verpflichtung
  - flüssige Mittel oder einen anderen finanziellen Vermögenswert an ein anderes Unternehmen zu liefern
  - finanzielle Vermögenswerte oder finanzielle Verbindlichkeiten zu möglicherweise ungünstigen Bedingungen mit einem anderen Unternehmen zu tauschen
2. ein Vertrag, der in eigenen Eigenkapitalinstrumenten des Unternehmens erfüllt werden wird oder kann und bei dem
  - Ein nicht-derivatives Finanzinstrument eine Verpflichtung des Unternehmens beinhaltet, oder beinhalten kann, eine variable Anzahl an eigenen Eigenkapitalinstrumenten abzugeben
  - ein derivatives Finanzinstrument auf andere Weise erfüllt werden wird oder kann als durch den Austausch eines festen Betrags oder eines anderen finanziellen Vermögenswerts gegen eine feste Anzahl an eigenen Eigenkapitalinstrumenten.

Ein Eigenkapitalinstrument (Equity Instrument) ist nach IAS 32 und IAS 39 eine vertragliche Vereinbarung, die einen Residualanspruch an den Vermögenswerten eines Unternehmens nach Abzug aller Verpflichtungen zum Gegenstand hat.
Gemäß IAS 39.9 liegt ein Derivat dann vor, wenn bei einem Finanzinstrument:
1. der Wert abhängig von einem Basisobjekt bzw. Underlying, wie etwa Zinssatz, Aktie, Fremdwährung etc. ist,
2. im Vergleich zu anderen Instrumenten, die in ähnlicher Weise auf Änderungen der Marktbedingungen reagieren keine oder nur eine kleine Nettoinvestition notwendig ist, und
3. die Fälligkeit in der Zukunft liegt.

## Bewertungsgrundsätze
IAS 39 basiert in seiner aktuellen Version grundsätzlich auf einem sogenannten „Mixed Model“ der Bewertung. Dies bedeutet, dass der Standard sowohl Elemente der Bilanzierung zu fortgeführten Anschaffungskosten, als auch Elemente der Bewertung zum beizulegenden Zeitwert (Fair Value) enthält. Die Bewertung richtet sich nach Kategorien der Bilanzpositionen (IFRS-Kategorien genannt).
Die fortgeführten Anschaffungskosten eines finanziellen Vermögenswertes oder einer finanziellen Schuld (amortised cost of a financial asset or financial liability) sind nach IAS 39.9 der Betrag, mit dem diese bei der erstmaligen Erfassung bewertet wurden, abzüglich Tilgungen, zuzüglich oder abzüglich der unter Anwendung der Effektivzinsmethode kumulierten Amortisierung einer etwaigen Differenz zwischen dem ursprünglichen Betrag und dem Betrag bei Endfälligkeit sowie abzüglich etwaiger Minderungen (entweder direkt oder durch Verwendung eines Wertminderungspostens) für Wertminderungen oder Uneinbringlichkeit. Die Effektivzinsmethode (effective interest method) dient der Berechnung der fortgeführten Anschaffungskosten und der Zuordnung der Zinserträge und -aufwendungen über die jeweilige Periode. Der effektive Zins (effective interest rate) ist der Kalkulationszinssatz, mit dem geschätzte künftige Zahlungsmittelzuflüsse oder -abflüsse (estimated future cash payments or receipts) während der erwarteten Laufzeit des Finanzinstruments auf den Nettobuchwert des finanziellen Vermögenswertes oder der finanziellen Schuld abgezinst werden.
IAS 39.9 bezeichnet den Fair Value oder beizulegenden Zeitwert als den Betrag, zu dem zwischen sachverständigen, vertragswilligen und voneinander unabhängigen Geschäftspartnern (in an arm’s length transaction) ein Vermögenswert getauscht oder eine Schuld beglichen werden könnte.
Der Begriff Fair-Value kann mit den Ausdrücken Marktwert oder beizulegender Zeitwert übersetzt werden. Der Begriff „Fair-Value“ wird jedoch allgemein bewusst von einem möglichen „Market-Value“ abgegrenzt um der Tatsache Rechnung zu tragen, dass für eine Vielzahl von Finanzinstrumenten kein Börsen- oder Marktpreis vorhanden ist, und dieser nur mit Hilfe von Modellen ermittelt werden kann. IAS 39 sieht zur Bestimmung des Fair Value vorrangig öffentlich notierte Marktpreise vor. Existiert kein aktiver Markt, kann der Fair Value mit Hilfe von Bewertungsverfahren ermittelt werden:
„Valuation techniques include using recent arm’s length market transactions between knowledgeable, willing parties, if available, reference to the current fair value of another instrument that is substantially the same, discounted cash flow analysis and option pricing models.“